# 2-メチル-3-ペンタノール
2-メチル-3-ペンタノール(2-methyl-3-pentanol)は、有機化合物の一つ。燃料に使われる。
消防法に定める第4類危険物 第2石油類に該当する。